# Eugenia moraviana
Eugenia moraviana är en myrtenväxtart som beskrevs av Otto Karl Berg. Eugenia moraviana ingår i släktet Eugenia och familjen myrtenväxter. Inga underarter finns listade i Catalogue of Life.